# Östlig kristendom
| Sankt Savas kyrka i Belgrad, Serbien. |  | Huvudkatedralen för de ryska väpnade styrkorna i Kubinka, Ryssland. |
| Sankt Savas kyrka i Belgrad, Serbien. |  | Huvudkatedralen för de ryska väpnade styrkorna i Kubinka, Ryssland. |

Östlig kristendom, eller Östkyrkan, är de olika kristna kyrkor som på ett eller annat sätt härstammar från det östromerska riket eller därintill liggande områden, med historisk hemvist i Grekland, delar av Östeuropa samt Mellanöstern.

## Nutida geografisk fördelning
Den geografiska gränsen mot västkyrkan går idag i princip genom Finland och Baltikum, öster om Polen och Slovakien, genom Ungern, öster om Kroatien och genom Bosnien och Hercegovina och öster om Italien och ned genom Libyen. Beteckningen är historisk och kan under olika historiska perioder avse delvis skilda företeelser. 

## Ursprung
Här måste två omständigheter framhållas, dels det romerska rikets uppdelning i en östlig, grekisktalande värld och en västlig, latinsk värld, dels den tidiga kyrkans uppdelning i tre patriarkat: Rom, Antiokia samt Alexandria. De östliga patriarkatens antal utökades tidigt och omfattade före år 500 även Konstantinopel och Jerusalem, men uppdelningen bestod. Det finns än idag de kyrkor vilkas tradition är latinsk med Rom som referenspunkt, och de kyrkor vilkas tradition går tillbaka på det östromerska riket och dess grekiska liturgi. Till den latinska sfären bör även räknas sådana samfund som brutit med Rom, men vilkas historiskt givna arv är latinskt (de protestantiska samfunden).
Historiskt går distinktionen mellan öst och väst tillbaka på frågor om gudstjänstens utformning och språk. Med tiden har dock frågan blivit avsevärt mera invecklad. Idag måste man räkna med kulturella, språkliga, liturgiska, politiska och ibland också teologiska olikheter. Inte minst har filioquestriden (”den stora schismen”), som 1054 fick den romersk-katolska och östortodoxa kyrkan att formellt skiljas åt, befäst klyftan mellan väst och öst.

## Olika östkyrkor
Det finns flera sätt att gruppera de östliga kyrkorna, och i denna framställning används fem delvis överlappande kategorier. 
- Östortodoxa kyrkorna utgör den största gruppen, hit hör till exempel den Grekisk-ortodoxa, Rysk-ortodoxa[2] och Serbisk-ortodoxa kyrkan. De utgörs av 14-15 nationella autokefala kyrkor. Patriarken av Konstantinopel är den förenande ledaren över samtliga, men är inte hierarkiskt överställd de andra patriarkerna.

- Österns (apostoliska och katolska) assyriska kyrka är en kyrka som är arvtagare till den östsyriska kyrkan[3] och åtminstone av utomstående ofta kallas nestoriansk, eftersom den på 400-talet inte tog avstånd från Nestorios lära utan förkastade besluten från kyrkomötet i Efesos 431[4]. Kyrkan kallas även för den persiska kyrkan.[5]

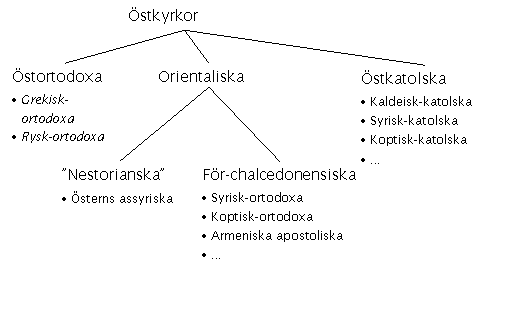
Olika typer av östkyrkor.

- Östkatolska kyrkor är kyrkor som tidigare varit oberoende från den romersk-katolska kyrkan men som nu ingår i denna och som har behållit sin östliga gudstjänstform och sin egen kyrkorätt. De kallas också katolska kyrkor med östlig rit, orientalisk-katolska kyrkor, uniatiska kyrkor eller uniatkyrkor.[6][7] Hit hör bland annat den Grekisk-katolska kyrkan i Kroatien och Serbien, Ukrainska grekisk-katolska kyrkan, Albanska grekisk-katolska kyrkan och Italiensk-albanska grekisk-katolska kyrkan.
- Östprotestantiska kyrkor är kyrkor som bekänner sig till protestantismen och östkyrkan. Dessa kyrkor kallas också för Östlig protestantism, Östprotestantism, Östliga protestantiska kyrkor, Östprotestantiska kyrkor eller Protestantiska östkyrkor.

- Slutligen finns en grupp kristna i Kerala, Indien som kallas tomaskristna eftersom det enligt traditionen var aposteln Tomas som förde kristendomen till dem. Dessa kristna verkar från början ha tillhört den östsyriska kyrkan[8], och kallas också för Syrian Malabar Nasrani. (Malabar är ett äldre namn på regionen Kerala, och Nasrani är en etnonym; en fri svensk översättning är alltså syriska Kerala-nasranier)

Uppdelningen mellan dessa kyrkor kan förklaras på olika sätt, och 
den politiska bakgrunden ska inte förringas. Den östsyriska kyrkan befann sig på 400-talet i det sassinidiska (persiska) riket, vars härskare försökte ena landet under zoroastrismen och var konkurrenter till det kristna östromerska riket (Bysans). Brytningen mellan de bysantinska och de persiska biskoparna 410 (formellt 424) var åtminstone delvis ett försök av de senare att tydliggöra för de sassinidiska härskarna att de kristna i Persien inte var allierade med fienden. De persiska biskoparna var sålunda inte representerade vid kyrkomötet i Efesos 432, då Nestorios fördömdes, och kände sig inte delaktiga i den lärostriden. 
| Sankt Kyrillos och Methodios kyrka i Metlika som tillhör den grekisk-katolska kyrkan i Kroatien och Serbien. |  | Interiören i Sankt Görans katedral i Lviv, Ukraina. |
| Sankt Kyrillos och Methodios kyrka i Metlika som tillhör den grekisk-katolska kyrkan i Kroatien och Serbien. |  | Interiören i Sankt Görans katedral i Lviv, Ukraina. |

Även brytningen mellan de (övriga) orientaliska kyrkorna och huvudfåran inom kristenheten hade politiska förtecken. Den östromerske, grekiske kejsaren strävade efter enighet i religionen som en del i stärkandet av hans makt, och icke-grekiska regioner stretade emot denna utveckling. Kyrkomötet i Chalkedon 451, då tvånatursläran fastslogs, accepterades inte av de orientaliska kyrkorna, och de kallades av de östromerska kristna därför för monofysiter. Själva kallar de sig dock för-chalkedonensiska, och några exempel är den syrisk-ortodoxa, den koptisk-ortodoxa, den etiopisk-ortodoxa och den armeniska apostoliska kyrkan. De för-chalckdonenciska kyrkorna står till största delen i fullständig kommunion med varandra (undantaget är Malabar Independent Syrian Church i Indien.)
Under seklernas gång har närmanden gjorts mellan de olika grenarna av kristendom, och grupper från i stort sett alla de orientaliska kyrkorna har anslutit sig till den katolska kyrkan, men fått behålla sin gudstjänstform. Dessa kallas katolska östkyrkor, och exempel på dessa är den syrisk-katolska, den kaldeisk-katolska, den maronitiska och den melkitiska kyrkan.

## Östkyrkor i Sverige
Nämnden för statligt stöd till trossamfund listar svenska trossamfund anslutna till Ortodoxa och Österländska kyrkors ekumeniska råd (OÖKER) enligt följande, med antal medlemmar och regelbundna besökare år 2015:
- Syrisk-ortodoxa ärkestiftet i Skandinavien (25 034)
- Grekisk-ortodoxa kyrkan (metropolidömet) (24 000)
- Serbisk-ortodoxa kyrkan (22 156)
- Patriarkaliska ställföreträdarskapet för syrisk-ortodoxa kyrkan i Sverige (20 965)
- Österns assyriska kyrka (7 399)
- Rumänsk-ortodoxa kyrkan (6 889)
- Makedoniska ortodoxa kyrkan (6 761)
- Eritreansk-ortodoxa kyrkan (Tewahdo) (6 386)
- Armeniska apostoliska kyrkan (4 407)
- Koptisk-ortodoxa kyrkan (3 105)
- Etiopisk-ortodoxa kyrkan (Tewahdo) (3 080)
- Rysk-ortodoxa kyrkan, Konstantinopel (3 460)
- Svenska ortodoxa prosteriet (2 116)
- Rysk-ortodoxa kyrkan av Moskva (2 048)
- Antiokiska ortodoxa kyrkan (1 006)
- Bulgarisk-ortodoxa kyrkan (800)
- Finska ortodoxa församlingen i Sverige (663)

Därtill kommer medlemmar i med Rom unierade kyrkor, såsom kaldéer och melkiter.

## Kyrkolärare
Den östliga kristendomens kyrkolärare är Athanasios, Johannes Chrysostomos och de tre kappadokierna, Basileios den store, Gregorios av Nyssa och Gregorios av Nazianzos.